# Phymaturus denotatus
Espèce
Statut de conservation UICN

 LC  : Préoccupation mineure
Phymaturus denotatus est une espèce de sauriens de la famille des Liolaemidae.

## Répartition et habitat
Cette espèce est endémique de la province de Catamarca en Argentine,. On la trouve entre 3 440 et 3 825 m d'altitude. Elle vit dans les zones rocheuses de la puna.

## Description
C'est un saurien vivipare.

## Publication originale
- Lobo, Nenda & Slodki, 2012 : A New Lizard of Phymaturus (Iguania: Liolaemidae) from Argentina. Herpetologica, vol. 68, no 1, p. 121-133.